# والی هالسل
والی هالسل (انگلیسی: Wally Halsall; ۲۹ مارس ۱۹۱۲ – مارس ۱۹۹۶ (۸۳−۸۴ سال)) بازیکن فوتبال اهل بریتانیا بود.
از باشگاه‌هایی که در آن بازی کرده‌است می‌توان به باشگاه فوتبال بیرمنگام سیتی، باشگاه فوتبال بلکبرن روورز، باشگاه فوتبال بولتون واندررز، باشگاه فوتبال چسترفیلد، باشگاه فوتبال لیورپول، باشگاه فوتبال مارین، و باشگاه فوتبال بارسکو اشاره کرد.